# Francisco Javier Elorza y Echániz
Francisco Javier Elorza y Echániz, (21 de enero de 1910 - 27 de abril de 2006), doctor en derecho y diplomático de carrera.

## Biografía
Hijo de Antonio Elorza Altube y María Asunción Echániz Aristizábal, llega a ser marqués de Nerva por su matrimonio con María del Pilar Cavengt y Martín de Oliva, 3.ª marquesa de Nerva. De ese matrimonio nacen 4 hijos:
- Francisco Javier Elorza y Cavengt, 4.º marqués de Nerva.
- Iñigo Elorza y Cavengt.
- Santiago Elorza y Cavengt.
- Antonio Elorza y Cavengt.

## Carrera diplomática
- En 1961 asciende a ministro plenipotenciario de tercera clase.[1]
- En 1962 se le asciende a ministro plenipotenciario de segunda clase.[2] lo cual sería confirmado en un nuevo Decreto de 1963.[3]
- En 1968 se le asciende a ministro plenipotenciario de primera clase,[4]
- En 1975 se le asciende a embajador.[5]

## Cargos ocupados
Fue consejero en las embajadas de España en Estados Unidos, Suiza y Marruecos. 
| Desde | Hasta | Cargo ocupado | Comentarios |
| ----- | ----- | --- | --- |
| 1960  | 1967  | Director general de Organismos Internacionales (Ministerio de Asuntos Exteriores)                                       | En 1964 se le nombra Consejero del Consejo Superior de Transportes Terrestres                                                       |
| 1967  | 1970  | Director general de Cooperación y Relaciones Económicas Internacionales (Ministerio de Asuntos Exteriores)              | Vocal representante del Ministerio de Asuntos Exteriores en la Comisión Interministerial para la Ordenación Alimentaria (Sept 1968) |
| 1970  | 1973  | Embajador Jefe de la Misión Permanente de España en la Organización de Cooperación y Desarrollo Económico (O. C. D. E.) | |
| 1973  | 1976  | Embajador de España en Bélgica                                                                                          | |
| 1976  | 1978  | Embajador de España en Francia                                                                                          | Participa en la firma del Instrumento para evitar la doble imposición internacional entre Francia y España.                         |

## Otros Reconocimientos
- Gran cruz de la Orden del Mérito Civil, en 1961.[19]
- Gran cruz de la Orden de Isabel la Católica, en 1973.[20]